# Charlotte Flindt Pedersen
Charlotte Flindt Pedersen (født 19. januar 1965 i Århus) er direktør i Det Udenrigspolitiske Selskab.
Charlotte F. Pedersen er student fra Birkerød Gymnasium (1983), Cand.mag. i Østeuropastudier fra Københavns Universitet (1994). I løbet af tiden på universitetet udgav hun i 1990 bogen Eksperimentet – billeder fra Sovjetunionen, et samarbejde med fotograf Stig Stasig, og i samme år udgav hun sammen med journalist Lisbeth Jessen bogen Ung i Moskva.
I 1996 startede Charlotte Flindt Pedersen sin karriere ved Institut for Menneskerettigheder, hvor hun arbejdede med menneskerettigheder, reformer i politi og retsvæsenet på Balkan og de tidligere Sovjetlande i samarbejde med civilsamfund og statslige organer. Fra 2009 var hun vicedirektør og chef for det internationale arbejde i Institut for Menneskerettigheder.
I maj 2015 tiltrådte hun stillingen som direktør for Det Udenrigspolitiske Selskab   .
Hun er associeret partner i Nordic Consulting Group og sidder i flere bestyrelser, herunder Ebbe Muncks Mindefond, Wistifonden (forperson), DIPD (Dansk Institut for Partier og Demokrati) og Europe Foundation i Georgien.

## Artikler og publikationer
- ”Menneskerettigheder i Centralasien”, Den Nye Verden, Dansk Institut for Internationale Studier, nr. 4, 2006, sider 123–137
- “Fælles indsats for at sætte stopper for handel med børn og kvinder”, Folkevirke, nr.4, 2005, sider 5–7
- Kapitel 3: "Support for the Implementation of Humane Responses to Children in Conflict with the Law in DIHR Partner Countries" i "Juvenile Law Violators, Human Rights, and the Development of New Juvenile Justice Systems", ed.: Jørgen Jepsen and Eric Jensen, Hart Publishers, 2006, ISBN 978-1-84113-637-0
- “Assessment 2000, Juvenile Justice in Uzbekistan” by Charlotte Flindt Pedersen and Jørgen Vammen Jepsen, Evaluations and Reviews of Partnership Programmes – No 20, Det Danske Center for Menneskerettigheder[8], København, 2001
- “Assessment 2000, Juvenile Justice in Kazakhstan”,[9] Evaluations and Reviews of Partnership Programmes - No 19, Det Danske Center for Menneskerettigheder, København, 2001
- “Ung i Moskva” af Charlotte Flindt Pedersen og Lisbeth Jessen, Amanda 1990.
- “Eksperimentet – billeder fra Sovjetunionen” af Charlotte Flindt Pedersen og Stig Stasig, Amanda, 1990, ISBN 87-89537-07-6